# Alexandre Antonov
Pour les articles homonymes, voir Antonov.
Alexandre Stepanovitch Antonov (en russe : Алекса́ндр Степа́нович Анто́нов), né en 1888 et mort assassiné le 24 juin 1922, est un militant socialiste-révolutionnaire de gauche, surtout connu pour son rôle joué dans la révolte de Tambov à la fin de la guerre civile russe.

## Biographie

### De l'engagement dans les S-R à la révolution de février
Originaire du gouvernement de Tambov, Alexandre Antonov rejoint le parti socialiste révolutionnaire dès l'âge de seize ans, au cours de la révolution de 1905. Dans les années qui suivent, il participe à  plusieurs « expropriations » (attaques à main armée de banques et d'autres institutions d'État), dans la tradition des pratiques terroristes du parti socialiste révolutionnaire. Il est finalement arrêté puis condamné à mort par le tribunal militaire provisoire de Tambov le 10 mars 1910, peine commuée à la prison à perpétuité.
Libéré au cours des premières semaines de la révolution de Février, il rejoint à la fin de l'année 1917 la fraction de gauche du parti socialiste révolutionnaire et devient commandant de la milice du district de Kirsanov, dont le soviet est contrôlé à majorité par son parti. Après le basculement en février 1918 de la majorité du soviet en faveur du parti bolchevique, une tension croissante s'installe entre l'institution et la milice qui dénonce notamment la politique de réquisitions engagée par le gouvernement. Au cours de l'été 1918, Antonov se réfugie dans les bois et forme une petite bande de partisans qui, au cours de l'année 1919, organisent des coups de main contre le pouvoir central et assassinent plusieurs dizaines d'activistes bolcheviques.

### Rôle dans l'insurrection de Tambov
Au cours de la guerre civile russe et dans le cadre du communisme de guerre, le pouvoir bolchevique est progressivement amené à engager des campagnes de réquisitions brutales contre la paysannerie russe en vue d'assurer l'approvisionnement des villes et de l'Armée rouge. En 1920, le poids de plus en plus insupportable de ces ponctions et la violence des brigades chargées des réquisitions conduisent à une radicalisation rapide des masses paysannes et à la rupture du compromis instable qu'elles entretenaient avec les bolcheviques tant que demeurait pesante la menace d'une victoire de la réaction monarchiste. Dans le gouvernement de Tambov, en août 1920, l'arrivée d'une brigade alimentaire venue collecter le nouvel impôt dans le village de Kamenka met le feu aux poudres en déclenchant une série de révoltes qui débordent le pouvoir bolchevique. En effet celui-ci, alors occupé à repousser l'incursion de l'armée polonaise sur son territoire, n'a laissé qu'une force réduite d'environ 3000 hommes pour maintenir son autorité dans le district de Tambov. Cette faiblesse initiale et le soutien massif de la population de Tambov à la cause des insurgés expliquent la disparition du pouvoir soviétique dans la région entre la fin 1920 et mars 1921.
Alexandre Antonov joue rapidement un rôle majeur dans l'organisation de l'insurrection, à l'instar d'autres militants socialistes révolutionnaires comme Iouri Podblielsky. Ces derniers forment en août 1920 « l'Union de la paysannerie laborieuse » qui contribuera brièvement à donner une expression politique au soulèvement, avant que la plupart de ses dirigeants ne soient arrêtés ou exécutés par la Tchéka. Antonov est nommé chef de l'état-major de l'armée révolutionnaire insurrectionnelle de Tambov en novembre 1920. Sous sa direction cette armée, forte de 20 000 à 40 000 membres, s'avère redoutable en dépit de son mauvais équipement et de la désorganisation qui gagne ses rangs. Les insurgés connaissent parfaitement la région, bénéficient du soutien tacite d'une grande partie de la population paysanne et sont rodés au techniques de la guérilla, suscitant l'admiration des officiers de l'armée rouge qui les combattent.
Pour venir à bout de la révolte, les autorités soviétiques alignent, à partir de mars 1921, plus de 50 000 soldats commandés par le général Toukhatchevski, soutenus par trois trains blindés, soixante-dix canons de campagne et une unité d'aviation. Les bolcheviques recourent massivement à la terreur, incendient les villages suspectés d'abriter les insurgés, déportent leurs populations dans des camps, et utilisent même brièvement des gaz toxiques pour déloger les rebelles des bois où ils sont réfugiés. L'armée insurrectionnelle pratique également la violence de façon massive, même si celle-ci est beaucoup moins systématique et organisée que chez leurs adversaires.

### La fin
Débordée par des forces mieux équipées et supérieures en nombre, l'armée insurrectionnelle de Tambov se désagrège progressivement au cours de l'année 1921. En mai, la Tchéka a attiré plusieurs de ses dirigeants dans un traquenard, en simulant l'existence d'un « congrès clandestin S-R » imaginaire auquel Antonov a envoyé ses délégués. Ceux-ci sont arrêtés et la police politique bolchevique parvient à retourner sous la menace Etkov, un adjoint d'Antonov. Etkov organise une rencontre entre les représentants fictifs d'un soulèvement du sud de la Russie — en fait des agents de la Tchéka — et une partie de l'état-major de l'armée insurrectionnelle de Tambov. La plupart de ces derniers sont exécutés au cours de la soirée. À la mi-juillet, Alexandre Antonov, grièvement blessé à la tête, se retire et confie le commandement des 3 000 à 4 000 insurgés restants à son adjoint Matioukhine, qui sera abattu dans un accrochage en septembre.
L'insurrection écrasée, commence alors une traque de plusieurs mois pendant laquelle Alexandre Antonov essaie d'échapper à ses poursuivants. Le Guépéou de Tambov retrouve la trace de l'ancien dirigeant socialiste révolutionnaire en avril 1922. Celui-ci, atteint par la malaria, est incapable de bouger et demeure dissimulé dans une cache, sous la protection de son frère. Le 24 juin, les tchékistes découvrent sa cachette, y mettent le feu, et l'abattent avec son frère alors qu'il tente d'en sortir.